# Солоновка (Омутинський район)
Солоно́вка (рос. Солоновка) — присілок у складі Омутинського району Тюменської області, Росія.
Населення — 32 особи (2010, 38 у 2002).
Національний склад станом на 2002 рік:
- росіяни — 92 %